# Zrarda
Zrarda (franska: Zrarda (CR), Zrarda (Commune Rurale), arabiska: المنصورة) är en kommun i Marocko.   Den ligger i provinsen Taza och regionen Fès-Meknès, i den nordöstra delen av landet, 230 km öster om huvudstaden Rabat. Antalet invånare är 6 232.